# 埼玉県立岩槻商業高等学校
埼玉県立岩槻商業高等学校（さいたまけんりついわつきしょうぎょうこうとうがっこう）は、埼玉県さいたま市岩槻区太田に所在する公立の商業高等学校。

## 設置学科
- 商業科
- 情報処理科

## 概要
生徒数は女子が多く、男子が約230名・女子が約350名。ただし、情報処理科に関しては、男子のほうが、圧倒的に多い。
近年の卒業後の進路は就職が多く約50％、専門学校が約25％、大学が約6～9％となっている。

## 沿革
- 1918年（大正7年）6月5日 開校（岩槻町大龍寺を仮校舎として開設）
- 1943年4月 - 校歌改定（作詞：下山つとむ、作曲：下総皖一）

## 部活動
- 運動部（12）

剣道・女子ソフトテニス・弓道・野球・陸上・女子バレーボール・男子バスケット・女子バスケット・卓球(男女)・バドミントン・ソフトボール・サッカー
弓道部女子団体は全国優勝している（紫灘旗全国高校遠的弓道大会）市報さいたま岩槻区版2015年11月号にて既報。
- 文化部（10）

簿記・華道・書道・美術・コンピュータ・文芸・軽音楽・放送・科学・家庭科

## 著名な出身者
- 秋元恵美 - 元陸上選手
- 関根龍之焏 - 岩槻市市長（第6代 – 第8代）

## アクセス
- 東武野田線岩槻駅より徒歩15分